# Прапор Бремена
Прапор Бремена — офіційний державний символ німецької Землі Бремен.

## Опис
Прапор складається з восьми рівнозначних горизонтальних смуг червоного та білого кольорів, які чергуються і змінюються біля флагштока. У центрі розміщується герб Бремену. Пропорції прапору: 2:3.

Урядовий прапор
Урядовий прапор